# Rydzewo (Poméranie-Occidentale)
Pour les articles homonymes, voir Rydzewo.
Rydzewo est une localité polonaise de la gmina mixte de Drawsko Pomorskie, située dans le powiat de Drawsko en voïvodie de Poméranie-Occidentale. Elle se trouve à environ 82 km à l'est de Szczecin, la capitale régionale. 

## Géographie

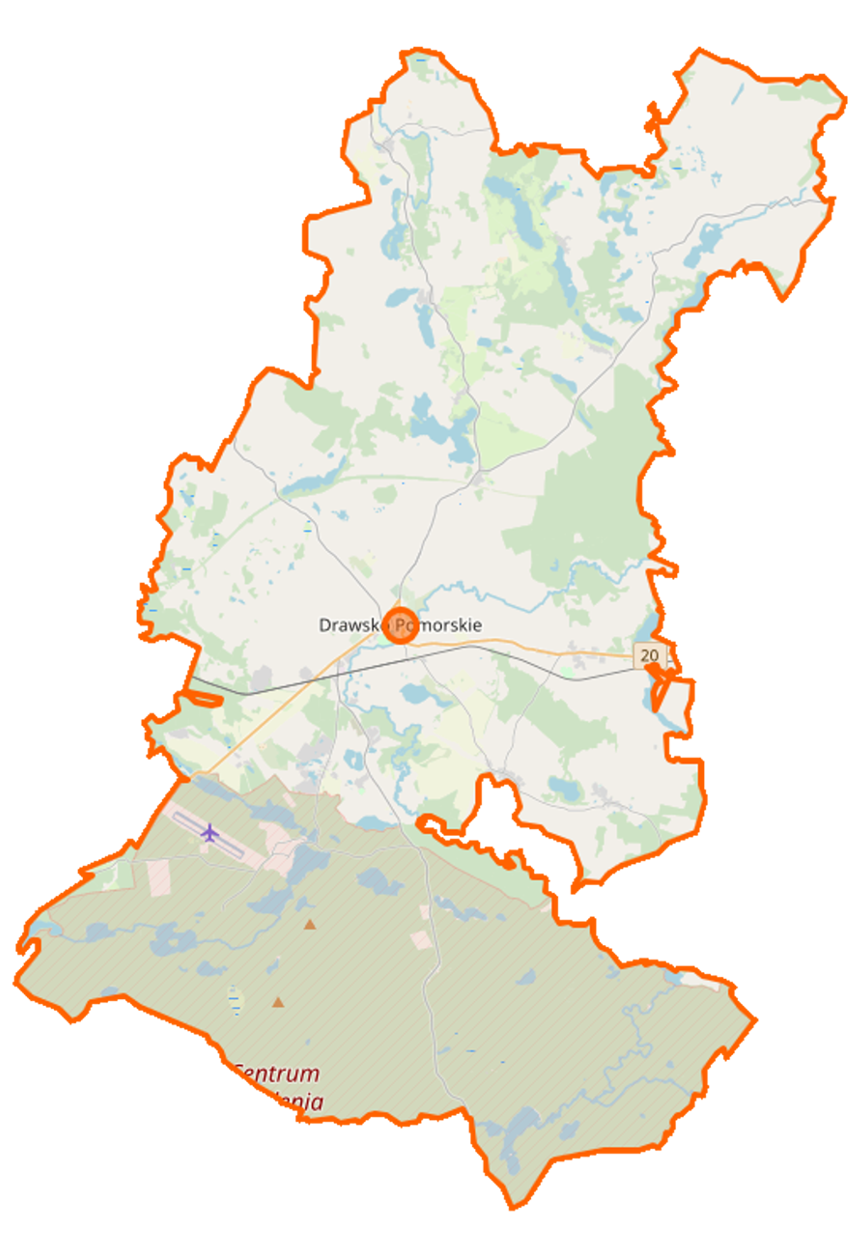
Carte de la gmina de Drawsko Pomorskie.

## Histoire
De 1816 à 1945, Rützow fait partie de l'arrondissement de Dramburg dans le district de Köslin au sein de la province de Poméranie.